# 성탄 전야 (소설)
《성탄 전야》(러시아어: Ночь перед Рождеством 노치 페레트 로즈데스토봄[*]) 또는 《크리스마스 이브》는 우크라이나 태생 러시아의 소설가 니콜라이 고골의 단편 소설이다. 1832년 그의 작품집 《디칸카 근교 마을의 야회》 2부에 실려 출판되었다.

## 참고 문헌
- 니콜라이 고골 (2021년 11월 15일). 《디칸카 근교 마을의 야회》. 번역 이경완. 을유문화사. ISBN 9788932405094.
- 백용식 (2020년 1월). “Н.고골의 소설 「성탄전야」의 웃음 연구”. 《러시아어문학연구논집》 (한국러시아문학회) (71): 61-91.